# اچ‌ام‌وای مری
اچ‌ام‌وای مری (به انگلیسی: HMY Mary) یک یات سلطنتی  بود که طول آن ۵۲ فوت (۱۶ متر) بود. این کشتی اولین یات سلطنتی نیروی دریایی پادشاهی بریتانیا بود. کشتی اچ‌ام‌وای مری در سال ۱۶۶۰ توسط کمپانی هند شرقی هلند ساخته شد. سپس توسط شهر آمستردام خریداری شد و به عنوان بخشی از هدیه هلندی، به مناسبت بازگردانی پادشاهی انگلستان به چارلز دوم اهدا شد.